# Sprachen Guineas
Guinea ist ein mehrsprachiges Land, in dem als Landessprachen viele einheimische westafrikanische Sprachen gesprochen werden.
Allerdings ist die Amtssprache der Republik Guinea eine Sprache, die unter der französischen Fremdherrschaft eingeführt wurde: Französisch. Sie ist auch nach der Unabhängigkeit aufgrund der weiterhin engen Bindung Guineas an Frankreich die offizielle Sprache des Landes geblieben. Es handelt sich um die Sprache des Staates und der öffentlichen Institutionen. Die nationalen Sprachen sind das Fulfulde (auch Fulani; Peul) bzw. der regionale Dialekt Pulaar, das Malinke (oder Maninka), das Koniake (oder Konia), das Susu, das Kissi, das Guerze (oder Kpelle) und das Toma. Es existieren zudem mehr als 40 weitere Landessprachen.

## Französisch als Amtssprache
Das Französische wird inzwischen von 15 bis 25 % der Bevölkerung verwendet. Am Ende der Regierung von Ahmed Sékou Touré zu Beginn der 1980er Jahre wurde das Französische wieder zur einzigen Unterrichtssprache an den Schulen.
Die Verwendung des Französischen weitet sich seit den letzten Jahrzehnten stark in Guinea aus, was vor allem auf Kosten der Landessprachen geht. Im Jahre 2002 betrug die Zahl der Sprecher, die Französisch inzwischen als Muttersprache beherrschten, 2 % der Gesamtbevölkerung. Nach Angaben der guineischen Behörden zeigte eine neue Schätzung von 2007 einen starken Anstieg der Sprecherzahlen nur in den letzten fünf Jahren seit 2002: Die Zahl der Französischsprachigen betrug bereits 21,1 % und die Zahl der teilweise Französischsprachigen betrug sogar 42,1 %. Zusammengefasst haben nun 6 Millionen Personen, also 63,2 % der Gesamtbevölkerung, teilweise oder vollständige Kenntnisse der französischen Sprache. Die Zahl der Sprecher der Landessprachen ist allerdings im Sinken begriffen.

## Westafrikanische Sprachen
Das Pular – nicht zu verwechseln mit Pulaar – wird mehrheitlich in Mittelguinea gesprochen, dessen Hauptzentrum Labé ist. Insgesamt beherrschen 32 % der Bevölkerung diese Sprache.
Das Malinke wird mehrheitlich in Oberguinea gesprochen, wo das wichtigste Zentrum Kankan ist. 16,2 % der Bevölkerung sprechen Malinke.
Das Susu wird mehrheitlich in Maritimguinea gesprochen, dessen Hauptstadt Conakry ist; Conakry ist gleichzeitig die Hauptstadt des Landes. Susu wird von 10 % der Gesamtbevölkerung gesprochen.
Das Koniake (6,8 %), das Guerze (3,8 %), das Kissi (3,5 %) und das Toma (1,8 %) werden in Waldguinea gesprochen. Das Guerze wird in Nzérékoré und in Yomou gesprochen. Auch das Koniake wird in Nzérékoré, aber die Hauptstadt der Koniake-Sprachigen ist Beyla; das Kissi wird in Guéckédou und in Kissidougou gesprochen. Schließlich ist das Kono eine Sprache, die im Süden Guineas verwendet wird, vor allem in Lola.
Die Hauptsprachen der Einwohner der Hauptstadt Conakry sind in von Sprecheranteil her absteigender Reihenfolge: Das Susu (Soso) mit 42 %, das Pular (Peul) mit 30 %, das Maninka mit 13 %, das Koniake mit 8 %, das Kissi mit 4 %, das Guerze mit 4 %, Französische mit 2 % und das Toma mit 2 %.

## Schriftsysteme
Die nationalen Sprachen werden unter Zuhilfenahme von mehreren Alphabeten geschrieben: Die einheimische N’Ko-Schrift, die Konia-Schrift, die Kpelle-Schrift, die Lateinschrift seit der französischen Kolonialzeit und die arabische Schrift seit der Ankunft muslimischer Missionare aus arabischen Ländern.
Das N’Ko-Alphabet wird vor allem von dem Mandinka und anderen Mandevölkern verwendet. In Beyla verwendet man das Konia-Alphabet für das Koniake. Die Kpelle-Schrift ist die einheimische Schrift des Kpelle-Volkes.
Das lateinische Alphabet wurde nach dem politischen  Regierungswechsel von 1984 mit dem Afrikanischen Referenzalphabet standardisiert sowie verwendet und als nationales Alphabet per Dekret (no 19/PRG vom 10. März 1989) angenommen. Es wird inzwischen im Bildungswesen im Unterricht der Nationalsprache verwendet.
Das arabische Alphabet bzw. die Adschami-Schrift wurde vor kurzem unter der Ägide der ISESCO (Islamische Organisation für Bildung, Wissenschaft und Kultur) und der UNESCO harmonisiert und normalisiert. Es wird vor allem von den Fulbe für ihre Sprache Pulaar verwendet.